# Diego Occhiuzzi
Diego Occhiuzzi (ur. 30 kwietnia 1981 w Neapolu) – włoski szablista, trzykrotny medalista olimpijski i czterokrotny medalista mistrzostw świata.
Na igrzyskach olimpijskich w Pekinie w 2008 roku wspólnie z Aldo Montano, Giampiero Pastore i Luigim Tarantino zdobył brązowy medal w zawodach drużynowych. Wynik ten Włosi w składzie: Aldo Montano, Diego Occhiuzzi, Luigi Tarantino i Luigi Samele powtórzyli podczas rozgrywanych cztery lata później igrzysk olimpijskich w Londynie. Na tej samej imprezie Occhiuzzi wywalczył srebrny medal indywidualnie, przegrywając w finale z Węgrem Áronem Szilágyim 8:15. Brał też udział w igrzyskach olimpijskich w Rio de Janeiro w 2016 roku, zajmując 18. miejsce w turnieju indywidualnym.
Na mistrzostwach świata w Petersburgu w 2007 roku wraz z kolegami z reprezentacji zdobył drużynowo brązowy medal. W tej samej konkurencji Włosi z Occhiuzzim w składzie zdobyli również srebrne medale podczas MŚ w Antalyi (2009) i MŚ w Paryżu (2010) oraz kolejny brązowy na MŚ w Katanii (2011).
Wielokrotnie zdobywał medale mistrzostw Europy, w tym złote drużynowo na mistrzostwach Europy w Lipsku (2010), mistrzostwach Europy w Sheffield (2011) i mistrzostwach Europy w Strasburgu (2014).
W 2005 roku wraz z drużyną zdobył brązowy medal uniwersjady w Izmirze.